# 藤巻清志
藤巻清志（ふじまき きよし。1950年8月15日- ）は日本競輪選手会北海道支部に所属していた元競輪選手。日本競輪学校第27期生。実兄は藤巻昇（22期）。

## 経歴
山梨県出身。山梨県立石和高等学校時代はラグビーをやっていた。
競輪選手としての最初の登録地は神奈川。師匠は高原永伍。1970年2月19日、平塚競輪場でデビューし、初勝利も同日。そしてこの開催では完全優勝も達成。
1972年、競輪祭新人王戦を制覇したが、兄・昇も1968年に同タイトルを制しており、同レース史上初の兄弟制覇を成し遂げる。
1975年、高松宮杯決勝で、阿部道、昇らを撃破して初の特別競輪（現在のGI）のタイトルを獲得。昇はまだこの当時無冠であったから、GIのタイトル制覇は弟が先んじる形となった。翌1976年のオールスター競輪（前橋競輪場）決勝では昇が逃げ、これを藤巻がマークする形となったが、昇が優勝、清志が2着となった。またこの結果を受け、競輪関係マスコミが「兄弟仁義」と銘打った。またこのレースでは史上初の兄弟GI優勝達成とあいまった。
1977年の競輪祭競輪王戦では、連覇を狙う岩手の阿部良二を最後はズブリと差して2度目のGI制覇。そして翌1978年の日本選手権競輪（いわき平競輪場）決勝では、逃げる山口健治、番手の山口国男、つまり山口兄弟の3番手からレースを進めて、直線で国男を交わして優勝。国男に「脚が三角に回った。」と言わしめた一戦となった他、GI連覇も果した。
1985年に、兄の昇が登録地としている北海道へと転籍し、2004年9月に引退するまで通算495勝を挙げた。兄・昇も翌2005年に引退したことにより、2006年よりホームバンクである函館競輪場において、「藤巻兄弟杯」と銘打ったS級シリーズ（FI）が開催されることになった。

### ベストルーザー
1980年、この年より世界自転車選手権（フランス・ブザンソン）の正式種目としてケイリンが初採用されたが、ここでも昇とともに決勝へと進出する。もっとも日本で行われている競輪とは似ても似つかぬレース形態で、初手から誘導のペースが異常に速く、残りあと1周の地点で時速60km近いスピードが出ていた。藤巻兄弟は5、6番手あたりの位置でしかなく、このスピードではこのままの着順で決してしまいかねなかったが、最終バック付近において、何と藤巻は昇を連れて捲りに打って出て、しかも4角付近において、先頭を行くオーストラリアのダニー・クラークを捲りきってしまった。しかし藤巻兄弟の獅子奮迅の健闘もここまで。直線に入ってクラークが再度抜き返し初代王者の座に就く。さらにダニエル・モレロンら後続勢にまでも抜かれ、結局昇6着、藤巻は7着に終わった。
ところで、上述の藤巻がクラーク以下の前団を一旦は飲み込んだケイリンの決勝戦について、開催地フランスのマスコミがこぞって、「信じられない！」、「ナカノ（中野浩一）以外の日本人選手もこんなにすごかったのか！」という驚嘆の声を上げ、優勝したクラークよりも、敗れた藤巻に大きな賞賛記事を提供することになった。まさに藤巻は「ベストルーザー」となったわけである。